# Prix ask
Le prix ask (également appelé prix de l'offre ou prix demandé) est le prix le plus faible auquel un vendeur est prêt à céder un bien.